# Bencsik János (grafikus)
Bencsik János (Budapest, 1945. január 2. –) grafikus, festőművész.

## Életútja
1959–1963 között Marosvásárhelyen, a művészeti középiskolában grafikát és szobrászatot tanult. 1965-től 1971-ig Bukarestben folytatta tanulmányait, grafika szakon diplomázott.
1974-től a Román Képzőművész Szövetség ösztöndíjasa, 1975-től tagja. 1978-ban az olasz külügyminisztérium ösztöndíját nyerte el. 1989 óta Budapesten él, a Magyar Alkotóművészeti Egyesület tagja.

## Kiállításai

### Egyéni kiállításai
- 1965 - Marosvásárhely
- 1969 - Sepsiszentgyörgy
- 1971, 1973, 1975, 1979, 1981 - Bukarest
- 1974, 1984 - Korunk Galéria, Kolozsvár
- 1976 - Szatmárnémeti, Nagybánya
- 1979 - Vechta Németország, Galerie Arc Bécs, Neubiberg Németország
- 1981 - Arte Club, Torino
- 1984 - Művészeti Múzeum, Constanța
- 1985 - Inngalerie, Kufstein
- 1989, 1990, 1991 - Budapest
- 1991 - Vechta, Németország, Centre William Rappard, Genf
- 1992 - Szombathely, Sárvár
- 1993 - Győr
- 1994 - Hasbergen
- 1996 - Cece, Leányvár
- 1997 - BÁV Kortárs Galéria, Budapest
- 1998 - Szombathely, Vechta, Németország
- 1999 - Budapest, E.P.O. Hága
- 2000 - Erdész Galéria, Szentendre
- 2001 - BÁV, Kortárs Galéria, Szent Mihály kápolna, Budapest
- 2002 - Magyar Intézet, Bukarest, Korunk Galéria, Kolozsvár
- 2003 - Művelődési Központ, Százhalombatta
- 2004 - BÁV, Kortárs Galéria, Budapest
- 2005 - Bank Cial, Strasbourg
- 2006 - Moulin de La Wantzenau
- 2011 - Pálos-Karmelita Kolostor, Sopronbánfalva
- 2012 - Pápai Református Gimnázium
- 2014 - Magyar Írószövetség
- 2017 - Magyar Írószövetség

### Kollektív kiállításai
- 1973 - Belgrád
- 1975 - Manila, Moszkva, Szófia
- 1976 - Berlin, Prága, München
- 1977 - Dortmund, Düsseldorf, Helsinki, Varsó, Rotterdam, Belgrád
- 1978 - Bécs
- 1979 - Boston C.G. München
- 1980 - Galerie Spectrum, Bécs, Budapest, Augsburg, Besztercebánya, Miláno, Galleria delle Ore
- 1990 - Hofheim
- 1992 - Műhely Galéria, Szentendre
- 1993 - Műhely Galéria, Szentendrei Képtár, Erdész Galéria, Szentendre, Böblingen, Arpajon
- 1994 - Békéscsaba, Burgwedel, Angol Követség, Budapest
- 1995 - Vigadó Galéria, Angol Követség, Budapest
- 1996, 1997, 1998 - Műhely Galéria, Szentendre
- 1997, 1998 - BÁV tavaszi tárlat, Corvin Galéria, őszi tárlat
- 1999, 2000 - BÁV tavaszi tárlat, Budapest, Szeged
- 2004 - Kogart Szalon, Budapest
- 2016 - Kogart, Tihany
- 2017 - Reformáció 500, Testőrpalota

### Tervezett kiállításai
- 2020 Április 27 - Kolozsvár, Művészeti Múzeum
- 2020 Június - Budapest
- 2020 Szeptember 18 - Sepsiszentgyörgy